# ملكة الجبل (فلم)
فيلم وثائقي (2005) تدور أحداثه حول تريزا جويل، أمرأة في منتصف العمر، مفتونة بضريح الملك أنطيوخوس الأول ملك كوماجين، الذي أهمله علماء الآثار السابقون؛ ولذلك تركت زوجها وابنها عام 1947؛ للتنقيب عن الآثار أسفل جبل نمرود المقدس.
يروي الفيلم قصة تريزا من خلال: لقطات أرشيفية، وصور عائلية، وسرد شفهي، وتعليق أصدقاء تريزا على رسائلها. وصفت مجلة نيويورك تايمز الفيلم بأنه «سرد قوي ثري بالمؤثرات المرئية.»

## الملخص
مهنة تريزا كعالمة آثار شابتها الكثير من العقبات؛ حيث كانت تعمل في مجال عمل الرجال. أُصيبت تريزا خلال خلال فترة المراهقة بمرض تصلب الأذن الوسطى، مما يترتب عليه فقدان حاسة السمع بالتدريج. وفقًا للمصادر، فإن إصرار تريزا القوي كان السبب الرئيسي الذي دفعها إلى الشرق الأوسط على أمل اكتشاف الكنوز المدفونة، والأسرار القديمة.
تقول تريزا واصفةً طفولتها القاسية: «يسير الناس عادة حول الشلالات، لكني أود السير أسفل الشلالات. يسير الناس عادةً فوق الجسر- لكني أود السير أسفل الجسر.»
وتوقع والد تريزا أن ابنته ستعيش حياة موقرة كزوجة وأم بعد الزواج، لذلك قام بتحضير ترتيبات الزواج لها. في البداية امتثلت تريزا لهذا الزواج، لكن سرعان ما تعلق قلبها بعلم الآثار، وزاد اهتمامها بالعمارة الكلاسيكية، في عام 1926، أثناء دراستها في جامعة كامبريدج. وبعد زواج تعيس، طلقت زوجها، وتركت ابنها وانتقلت إلى القدس؛ لدراسة الآثار القديمة.
نشرت الوثائق القصة التي تسلط الضوء على شخصية تريزا. أثناء الحرب العالمية الثانية، عملت كرسامة في الساحة البحرية ببروكلين. كان حضورها كافيًا للفت انتباه الجميع. فكما تقول تريزا: «كنت المرأة الوحيدة بين 1,200 الرجال.» لم يكن هناك حمام مخصص للنساء؛ لذا كان عليها أن تسير مسافة طويلة عبر الموقع لاستخدام حمام محطة الصليب الأحمر. تقول تريزا في نبرة محبطة ممزوجة بالفكاهة «ظنوا أنني أسبب مشكلة في العمالة؛ لأن في كل مرة أذهب فيها إلى محطة صليب الأحمر يتوقف كل شخص من هؤلاء الرجال لمعاكستي.»
علمت تريزا عن جبل النمرود قبل بدأ الحرب، لكنها لم تتمكن من السفر إلى الموقع حتى عام 1947. كان عليها فقط الجلوس مع طفل يحمل لها حقيبتها الرياضية؛ لعدم توافر خرائط. حالت صعوبة التضاريس والغموض وبُعد المكان (في الجزء الشرقي من تركيا)، دون التنقيب الأثري من قبل. كما تراجعت مكانة ضريح الملك أنطيوخوس نظرًا لمزجه التقاليد الكلاسيكية والشرقية. ونتيجة لذلك، يعتقد الكلاسيكيون أنه ذات أصول شرقية، ويعتقد المستشرقون أنها ذات أصول كلاسيكية.
أثبتت تريزا ثوريتها في عدة مواقف؛ حيث نوهت بأهمية الآثار القديمة التي أُهملت، كما أصرت على ضرورة استخدام فريقها الأساليب التكنولوجية الحديثة؛ وربما الأهم من ذلك، أنها ساعدت في تمهيد الطريق لعلماء الآثار الإناث.

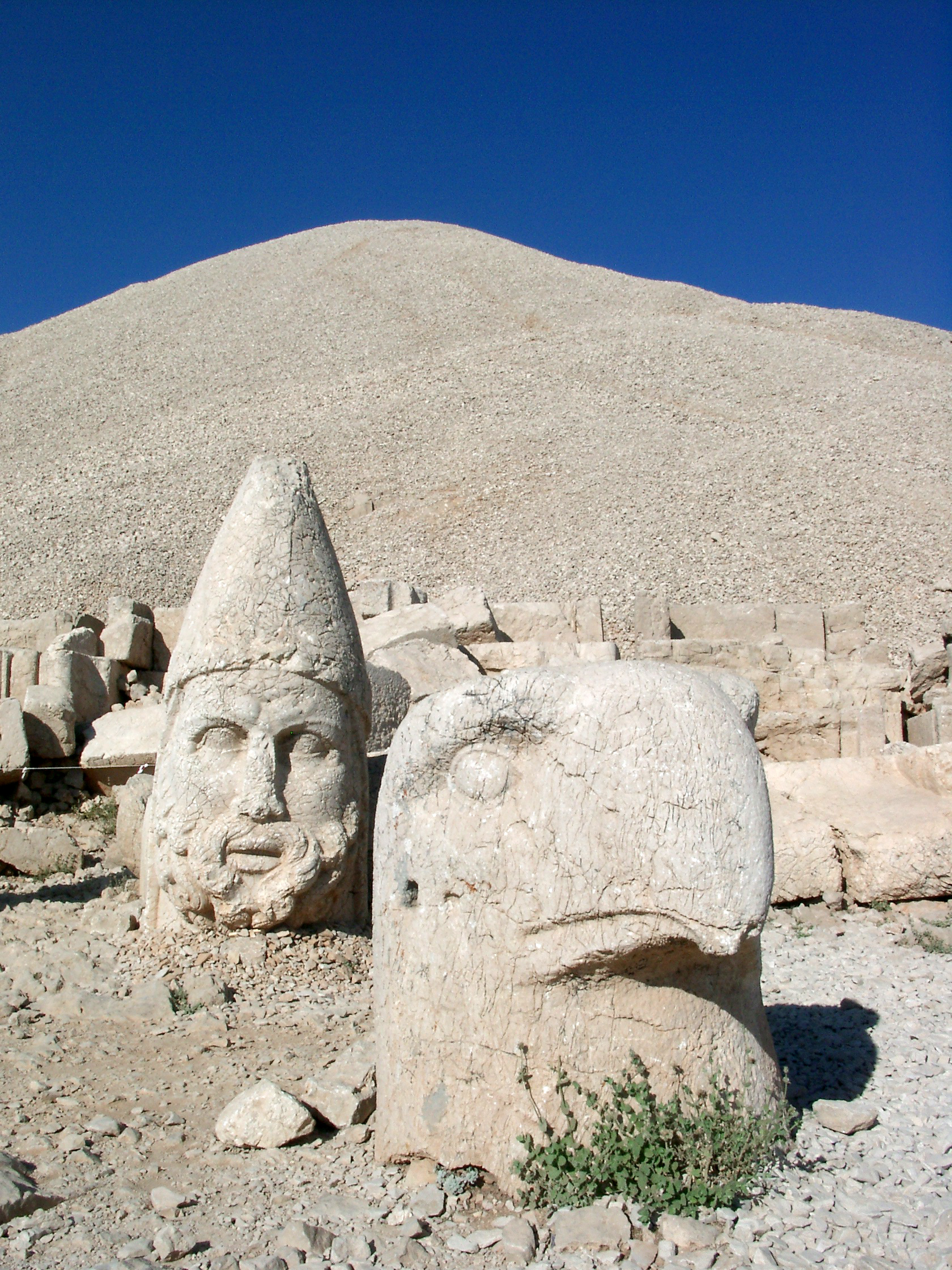
تماثيل الآلهة و هرم يشبه الضريح المقدس للملك انطيوخوس الأول ملك كوماجين، أعلى جبل نمرود.

## النقد
كتبت مجلة نيويورك تايمز:
تيس جويل هي بطلة أمريكية بدا أنها غير موجودة إلا في أفلام الثلاثينيات أمثال:
كاثرين هيبورن أو روزاليند راسل. الذين خاضوا طريقهم بشجاعة في ما يسمى بالمجتمع الذكوري: قادوا الطائرات، وحاربوا مجلس المدينة، وعملوا في المكاتب وغرف الأخبار. ومثلهم سارت جويل في علم الآثار، وهي امرأة يهودية مطلقة ضعيفة السمع وسط المسلمين في جنوب تركيا.

## الملاحظات
1. Gates, Anita (March 25, 2006), "Examining the Life of Tess Goell, a Pioneering Archaeologist", New York TimesWomen Make Movies[الإنجليزية]

## أقرأ أيضًا
1. Queen of the Mountain
2. Jews of Iran[الإنجليزية]
3. Pola's March[الإنجليزية]
4. Marion's Triumph[الإنجليزية]
5. My Yiddish Momme McCoy[الإنجليزية]

## وصلات خارجية
- Queen of the Mountain Women Make Movies[الإنجليزية]